# ネッカーヴェストハイム
ネッカーヴェストハイム (ドイツ語: Neckarwestheim) は、ドイツ連邦共和国バーデン＝ヴュルテンベルク州ハイルブロン郡に属す町村（以下、本項では便宜上「町」と記述する）。この町は、ネッカーヴェストハイム原子力発電所の町として知られている。原子力発電所の所有会社EnBWが支払う高額の営業税により、ネッカーヴェストハイムはハイルブロン郡で最も裕福な町の一つで、3千万ユーロ以上の貯蓄がある（2005年2月現在）。

## 地理

### 位置
ネッカーヴェストハイムは、ハイルブロン郡南部のネッカー川沿いに位置し、シュトゥットガルト大都市圏周縁部に含まれる。

### 隣接する市町村
ネッカーヴェストハイムに隣接する市町村は、北西から時計回りに、ラウフェン・アム・ネッカー、イルスフェルト（ともにハイルブロン郡）、グロースボットヴァール、ムンデルスハイム、ベジヒハイム（オットマールスハイム地区）、ゲンムリヒハイム、キルヒハイム・アム・ネッカー（以上、ルートヴィヒスブルク郡）である。ネッカーヴェストハイムは、ラウフェンおよびノルトハイムとともに行政共同体を形成している。

## 歴史

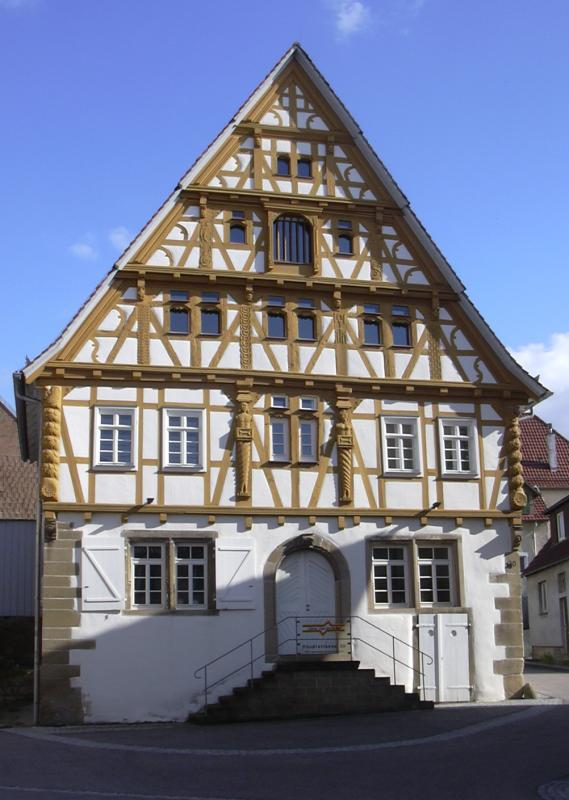
ネッカーヴェストハイムの木組み建築

ネッカーヴェストハイムは、1123年3月5日、皇帝ハインリヒ5世の文書中で「Westheim」（ヴェストハイム）として初めて言及されている。この村は、ラウフェン伯の所領に属した。1673年から1678年にヴュルテンベルク領となったが、半分はリーベンシュタイン家、残り半分はバーデン辺境伯から獲得したのであった。この村は、当時は「Kaltenwesten」（カルテンヴェステン）と呼ばれていた。1807年までシュターブスアムト・リーベンシュタインに属したが、この年にオーバーアムト・ビーティヒハイムに、1810年にオーバーアムト・ベジヒハイムに、移管された（「シュターブスアムト」、「オーバーアムト」は、いずれも古い地方行政区分）。1884年8月19日、この村は、王の布告によりネッカーヴェストハイムと改名した。1938年、ネッカーヴェストハイムは、ハイルブロン郡に編入された。
第二次世界大戦後には、多くの避難民や、東側からの亡命者が定住した。1970年代にかつてのPortland-Cementwerkeの採石場跡にネッカーヴェストハイム原子力発電所が建設され、その営業税収入によりネッカーヴェストハイムの経済状況は、根本的に裕福になった。
1995年、ネッカーヴェストハイムは、連邦全土、あるいは世界中が注目するスキャンダルの直中に置かれた。当時の町長、ホルスト・アームブルストに、4千万ユーロ以上の村や関連財団の資産を横領した容疑がかけられた。アームブルストは、1995年2月8日に逮捕された。翌1996年1月24日、シュトゥットガルト地方裁判所は、彼を、背任罪および文書偽造罪で、8.5年の禁固刑に処した。1999年5月17日に、残りの刑期を保護観察にするとして仮釈放された。後任のマリオ・デュルおよび町当局は、横領された金を回収しようと努力した。2005年2月までに1,300万ユーロを回収したが、裁判費用や弁護士費用に約200万ユーロかかってしまっている。

### 宗教
ネッカーヴェストハイムには、独自のプロテスタント教会組織がある。カトリックの信者は、ラウフェン・アム・ネッカーの教会組織に属す。

## 行政

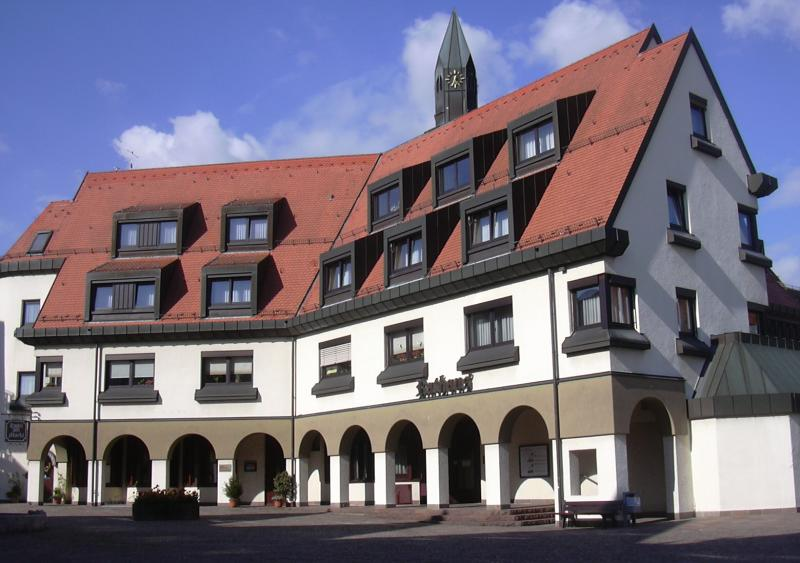
ネッカーヴェストハイムの町役場

### 首長
- 1977年 - 1995年: ホルスト・アームブルスト
- 1996年 - 2016年: マリオ・デュル
- 2016年 - : ヨーヒェン・ヴィンクラー

### 議会
ネッカーヴェストハイムの議会選挙は12人の議員からなり、これに議長を務める首長が加わる。

### 紋章と旗
図柄: 左右二分割。向かって左は、銀地に緑の葉の環。向かって右は、緑地に銀のスコップ。旗は、緑 - 白である。
紋章の図柄の意味は明らかにされていない。1684年の印章には、環を取り囲むように横向きのスコップと2本の直立した鹿の角が描かれている。また、1710年の印章には、スコップの上に侯爵の冠、その下に「KW」の文字（当時の村の名前であるKaltenwestenに由来する）が描かれている。19世紀から1938年まで用いられた印章は左右二分割で、向かって左に3本のヴュルテンベルクの鹿の角、向かって右はスコップ（ただし1853年のオーバーアムト・ベジヒハイムの記録には "Washholz"（「洗濯棒」）と書かれている）。1938年にヴュルテンベルクの文書局の提案で、鹿の角は、1684年の印章に由来する環に置き換えられた。同時に紋章と旗の色が定められた。町の紋章と旗は、1963年3月4日にバーデン＝ヴュルテンベルク州内務省の認可を得た。

### 友好都市
- Ceton（フランス、オルヌ県）1977年

## 経済と社会資本

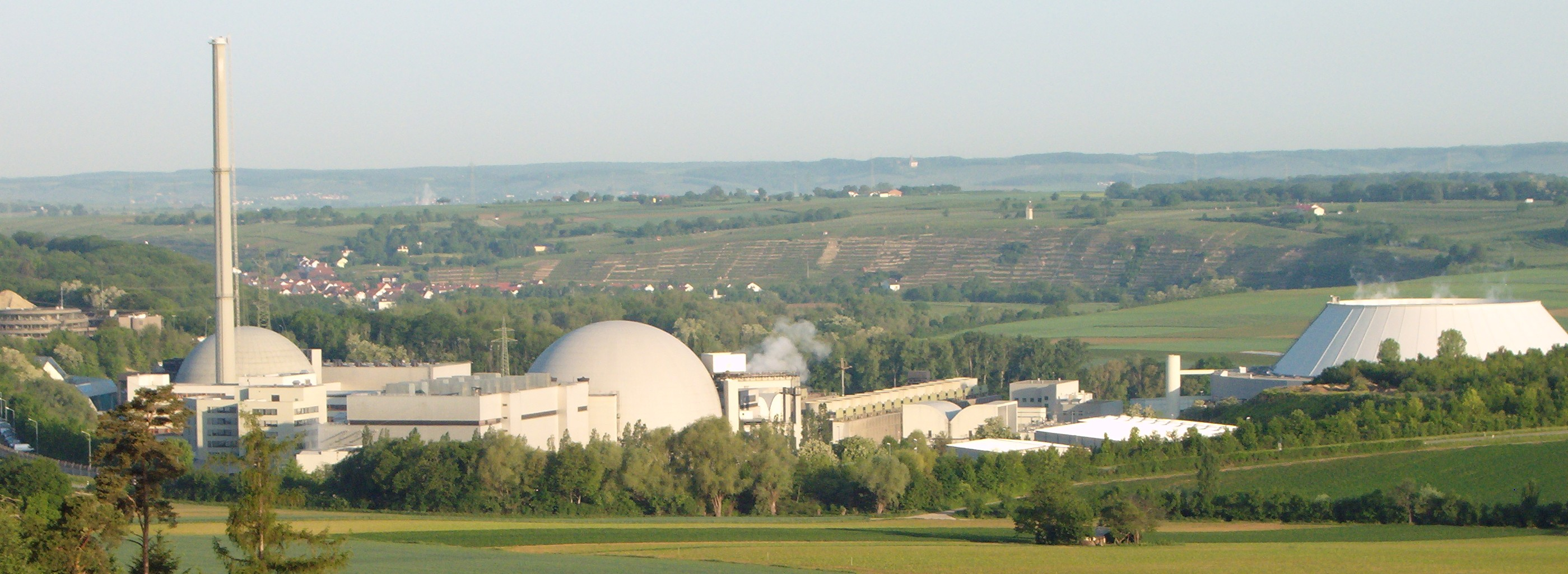
ネッカーヴェストハイム原子力発電所

この町で最も重要な企業は、Energie Baden-Württemberg社のネッカーヴェストハイム原子力発電所である。

### ブドウ畑
ブドウ生産者組合 Weingärtner Neckarwestheim eGには、ネッカーヴェストハイムやイルスフェルトのショツァハ地区から150軒のブドウ農家が加盟している。ネッカーヴェストハイムは、ヴュルテンベルク・ワインのヴュルテンベルク・ウンターラント地方、キルヒェンヴァインベルク地区に属す。

### 交通
ネッカーヴェストハイムは、アウトバーン A81号線（イルスフェルト・インターチェンジ）、連邦道B27号線（ラウフェン・アム・ネッカーおよびキルヒハイム・アム・ネッカーを通る）の近傍に位置している。ラウフェンとキルヒハイムにはフランケン鉄道シュトゥットガルト - ハイルブロン線の駅もある。

### メディア
ネッカーヴェストハイムでの出来事は日刊紙 Heilbronner Stimmeの南西部版 (SW)に掲載される。

## 文化と見所

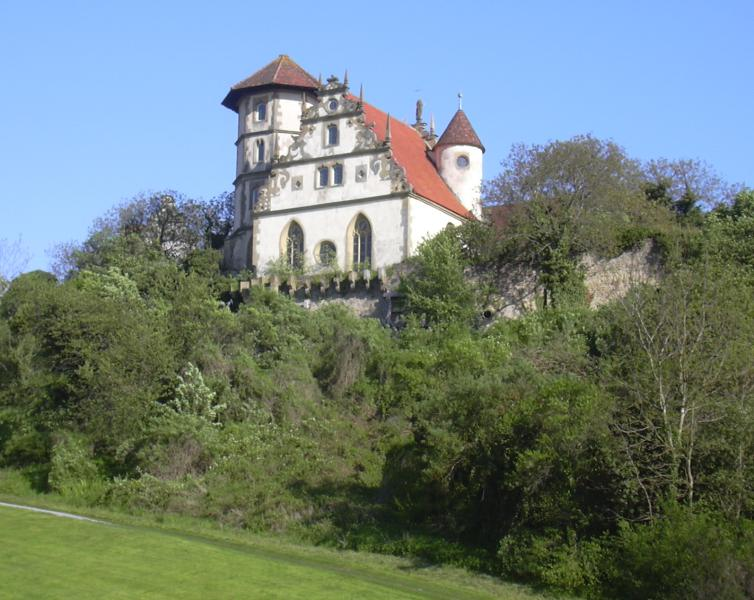
リーベンシュタイン城

### 建築
かつてリーベンシュタイン家の主城であったリーベンシュタイン城は、1120年に建設された。この城館は現在、レストランとホテルに利用されている。

## 引用と脚注
1. ↑  Statistisches Landesamt Baden-Württemberg – Bevölkerung nach Nationalität und Geschlecht am 31. Dezember 2023 (CSV-Datei)
2. ↑  紋章と旗の出典:
Heinz Bardua: Die Kreis- und Gemeindewappen im Regierungsbezirk Stuttgart. Theiss, Stuttgart 1987, ISBN 3-8062-0801-8 (Kreis- und Gemeindewappen in Baden-Württemberg, 1). S. 103
Eberhard Gönner: Wappenbuch des Stadt- und des Landkreises Heilbronn mit einer Territorialgeschichte dieses Raumes. Archivdirektion Stuttgart, Stuttgart 1965 (Veröffentlichungen der Staatlichen Archivverwaltung Baden-Württemberg, 9). S. 118